# Corydalis oligantha
Corydalis oligantha är en vallmoväxtart som beskrevs av Frank Ludlow och Stearn. Corydalis oligantha ingår i släktet nunneörter, och familjen vallmoväxter. Inga underarter finns listade i Catalogue of Life.